# Beauvoir-en-Royans
 Beauvoir-en-Royans  es una población y comuna francesa, en la región de Ródano-Alpes, departamento de Isère, en el distrito de Grenoble y cantón de Pont-en-Royans.

## Demografía
| 74 | 63 | 43 | 66 | 59 | 70 |
| Para los censos de 1962 a 1999 la población legal corresponde a la población sin duplicidades (Fuente: INSEE [Consultar]) |    |    |    |    |    |